# Max-Henri Boulois
Max-Henri Boulois est un journaliste, cinéaste et écrivain français né à la Martinique.

## Biographie
Champion d'athlétisme, Max-Henri Boulois débute comme journaliste en 1961. Il travaille à L'Aurore, à L'Équipe, puis à l’ORTF.
Dans les années 1970, il vit en Espagne. Sous le nom de Max B, il compose et interprète des chansons, et joue dans quelques films espagnols. En 1972, il publie le single Bananaticoco sur le label Opalo. Entre 1973 et 1979, il publie trois albums, le premier sur Opalo, les deux suivants sur le label Movieplay.
Sous le nom de Max H. Boulois, il réalise le film Big game : La chasse aux noirs en 1980. Connu également sous le titre Force mortelle, il s'agit d'une variation autour du thème des Chasses du Comte Zaroff. En 1981, il réalise Panique au casino (Black Jack) avec Peter Cushing et Claudine Auger. L'année suivante, il produit et réalise Othello, el comando negro, une modernisation de la pièce de Shakespeare dans laquelle il joue le rôle d'Othello tandis que Tony Curtis interprète Iago. Des commentateurs ont pu louer la « réelle ambition » dont témoignent ses films.
En 2011, il reprend la parole journalistique sur son blog qu’il qualifie « d’antidote aux rumeurs, aux idées reçues et à la pensée unique ».

## Filmographie

### Comme réalisateur, scénariste et acteur
- 1980 : Big game : La chasse aux noirs : Jo
- 1981 : Panique au casino (Black Jack) : Dynamite Duck
- 1982 : Othello, el comando negro : Gen. Othello

### Comme acteur
- 1974 : Una chica y un señor, de Pedro Masó
- 1978 : Cabo de vara, de Raúl Artigot
- 1979 : L'important c'est de tuer, de Sergio Garrone
- 1980 : Vaya luna de miel (El escarabajo de oro), de Jess Franco
- 1980 : Chicano, de José Truchado
- 1987 : Flag, de Jacques Santi

## Publications
- Les Derniers de la classe, avec René Le Goff, 220 pages, éd. Jean-Pierre Taillandier, collection « Acteurs de la société », 2000,  (ISBN 978-2865621033)
- Tous pourris… tous dopés, 222 pages, éd. Jean-Pierre Taillandier, collection « Acteurs de la société », 2001,  (ISBN 978-2865621026)
- On aurait pu éviter cela, 189 pages, éd. Jean-Pierre Taillandier, collection « Acteurs de la société », 2002,  (ISBN 978-2865621040)
- Paternotte... ici-bas, éd. Jean-Pierre Taillandier, collection « Acteurs de la société », 2004,  (ISBN 2915691002)
- Intégrisme: guerre incivile, 267 pages, éd. Jean-Pierre Taillandier, collection « Acteurs de la société », 2005  (ISBN 978-2915691016)
- Le Bal des Cocus, éd. Jean-Pierre Taillandier, collection « Acteurs de la société », 2011  (ISBN 978-2915691023)
- Au "non" de Dieu, éd. Jean-Pierre Taillandier, collection « Acteurs de la société », 2015,  (ISBN 978-2915691030)